# Tierversuche in der Rüstung
Tierversuche in der Rüstung werden weltweit durchgeführt, um für Soldaten und die Zivilbevölkerung Schutz-, Heil- und Abwehrmöglichkeiten gegen Waffensysteme bzw. Kampfstoffe zu entwickeln (wehrmedizinische Forschung), um Waffensysteme zu entwickeln bzw. deren Effektivität zu steigern (wehrtechnische und militärische Forschung), um Soldaten an Waffen bzw. im Kampf zu trainieren (militärische Ausbildung) und um Militärärzte bzw. militärisches Sanitätspersonal auszubilden. Dabei werden sowohl konventionelle als auch atomare, biologische und chemische Kampfmittel an Tieren erprobt. Die Versuche werden entweder durch die Militärs oder von öffentlichen bzw. privaten Instituten durchgeführt. Sie werden zumeist von den Verteidigungsministerien der jeweiligen Länder in Auftrag gegeben und unterliegen aus Gründen der nationalen Sicherheit der Geheimhaltung. Informationen über Art und den Umfang der ethisch umstrittenen Experimente sind daher nur spärlich bekannt. Meist waren es kritische Medienberichte, Recherchen von Tierschutz- bzw. Tierrechtsorganisationen oder parlamentarische Anfragen (Deutschland), durch die Tierversuche in der Rüstung an die Öffentlichkeit gelangt sind.

## Umfang, Finanzierung, Hintergründe

### Europa
In Deutschland wurden laut Bundesministerium für Forschung und Technologie von 1978 bis Ende 1984 (ohne 1983) rund 1,9 Millionen Mark für Tierversuche in der wehrmedizinischen Forschung aufgewendet. Angaben des parlamentarischen Staatssekretärs Peter Kurt Würzbach zufolge sind im fast gleichen Zeitraum (1979 bis 1983) in Deutschland etwa 69.000 Tiere zu wehrmedizinischen Versuchen herangezogen worden. In den nachfolgenden Jahren gingen diese Zahlen deutlich zurück. Im § 7 des überarbeiteten deutschen Tierschutzgesetzes, das am 1. Januar 1987 in Kraft trat, waren Tierversuche zur Erprobung von Waffen, Munition und militärischem Gerät verboten. Tiere bei wehrmedizinischen Experimenten den Wirkungen von Waffen, Munition und Kampfstoffen auszusetzen, um Schutz- und Heilmaßnahmen für Soldaten zu entwickeln, war jedoch weiterhin erlaubt. Sofern die Versuche nicht an zivile Einrichtungen vergeben werden, müssen sie nicht genehmigt oder angezeigt werden.
Die britische Armee verbrauchte Mitte der 1980er-Jahre im Porton Down (Grafschaft Wiltshire), dem wissenschaftlichen Zentrum des Verteidigungsministeriums, jährlich etwa 10.000 Versuchstiere für militärische und wehrmedizinische Experimente. Am 24. April 1982 demonstrierten mehrere Tausend Briten gegen das Versuchstierzentrum, das zu diesem Zeitpunkt 17.000 Tiere für militärische Experimente hielt.

## Veröffentlichte Fakten/Dokumente

### Europa

#### Deutschland
- 1982 wurde bekannt, dass sich das Bundesministerium der Verteidigung für Tierexperimente der Universität Göttingen interessierte. Dabei wurden Soman und andere Nervengifte an Primaten getestet, um deren Entgiftung zu studieren.[6]
- 1983 berichteten die Stuttgarter Nachrichten über eine Zusammenarbeit der Bundeswehr mit dem Institut für Tiermedizin und Tierhygiene an der Stuttgarter Universität Hohenheim: Über einen Zeitraum von mehreren Jahren wurden Experimente mit verschiedenen Krankheitserregern vorgenommen, die sich möglicherweise als bakteriologische und/oder biologische Kampfstoffe nutzen ließen. Ein Teil der Forschungsarbeit wurde vom Verteidigungsministerium finanziert.[7]
- 1984 berichtete das Nachrichtenmagazin Der Spiegel unter Berufung auf Geheimdokumente über Tierversuche der Bundeswehr: Zum Einsatz kamen Neutronenbestrahlung, Senfgas (Lost), Kobalt-60, mikrobiologische Antigene, Blausäure, Gasbrandbazillen, chemische Nervenkampfstoffe (VX und Soman), Nebelkerzen (Zink- und Kaltnebel) sowie klein- und großkalibrige scharfe Waffen. Die Versuche wurden durchgeführt bzw. ausgewertet von der Wehrwissenschaftlichen Dienststelle der Bundeswehr für ABC-Schutz in Munster, der Wehrtechnischen Dienststelle für Waffen und Munition 91 in Meppen, der Sanitätsakademie der Bundeswehr in München, dem mittlerweile geschlossenen Battelle-Institut in Frankfurt am Main, den Bundeswehrkrankenhäusern Koblenz und Ulm sowie den Universitätskliniken Würzburg und Bochum.[8][9] Nachdem die Abgeordneten Hans-Jürgen Stutzer und Sabine Bard seit 1982 vergeblich um Informationen über Tierversuche im Auftrag des Bundesministeriums der Verteidigung ersuchten, erhielten Peter Würtz, der 1984 Genaueres über die „Beschießung von lebenden Tieren“ wissen wollte, und Günter Pauli konkrete Hinweise auf entsprechende Aktivitäten.[10][11] Oberstveterinär Martin Fuchs, Ex-Referatsleiter Veterinärwesen im Verteidigungsministerium, bemängelte im Spiegel, dass diese Experimente a) mit viel zu hohen Tierzahlen durchgeführt würden, b) zu oberflächlich recherchiert werde, ob das Ergebnis nicht bereits in Lehrbüchern vorliege, und c) vieles leider ständig am Menschen studiert werden könne bzw. manches seit dem Vietnamkrieg bekannt sei.[12] Aufgrund der Spiegel-Berichterstattung, die Militärdienststellen der Bundeswehr zu behindern versuchten,[9] kam es zu einer Diskussion im Bundestag und mehreren mündlichen und schriftlichen Anfragen im Bonner Parlament.
- 2012 ergab eine Anfrage der Partei Die Linke, dass im Auftrag der Bundeswehr in einer vom Oktober 2005 bis März 2009 durchgeführten Versuchsreihe, bei der die Tiere unter anderem mit Pockenviren infiziert worden waren, 18 Makaken, 500 Mäuse, 20 Kaninchen und 12 Meerschweinchen getötet worden sind. Die Makaken-Experimente wurden im Deutschen Primatenzentrum in Göttingen durchgeführt und vom Niedersächsischen Landesamt für Verbraucherschutz und Lebensmittelsicherheit genehmigt.[13]

#### Skandinavien
- 1978 gelangten Fotos an die Öffentlichkeit, die Versuche zeigten, die im Auftrag des Schwedischen Instituts für nationale Verteidigung in der Nähe von Göteborg an narkotisierten Schweinen durchgeführt wurden. Getestet wurden die Auswirkungen von Hochgeschwindigkeitsmunition und Teilmantelgeschossen (Dum-Dum-Geschossen), die aus Maschinengewehren bzw. Präzisionsschusswaffen auf die Tiere abgefeuert wurden. Die schweren Bauchwunden der Schweine wurden anschließend von Sanitätsoffizieren operiert bzw. verarztet. Die Versuche wurden damit begründet, dass die Anatomie des Schweines der des Menschen ähnlich sei.[14][15]
- Von 1978 bis 1984 erschossen norwegische Militärs 240 Schweine, die auf Schießständen an den Beinen aufgehängt wurden. Dabei feuerten sie zuerst mit Gewehren auf die Hinterläufe und dann mit Pistolen in den Bauch der Tiere. Anschließend wurden die Schweine operiert, getötet und verbrannt.[16]
- 1982 berichteten mehrere Zeitungen unter Berufung auf das deutsche Reservisten-Magazin Loyal über Tierversuche, die im Rahmen eines umfangreichen Manövers mit 23.000 schwedischen Soldaten durchgeführt wurden. Hierzu wurden Hausschweine narkotisiert, aus kurzer Entfernung beschossen und dann „feldmäßig“ von schwedischen Militärmedizinern operiert.[17][18]
- 1984 berichtete Der Spiegel über Tierversuche in der südschwedischen Forschungsanstalt Foa: Dabei wurden Schweine aus einer Entfernung von 100 Metern mit Hochgeschwindigkeitswaffen beschossen, weil die Militärs laut General Bo Rydbeck ein Maschinengewehr mit humaner Wirkung testen wollten, dessen Kugeln „mindestens 14 Zentimeter sauber in das Körpergewebe eindringen“.[10]

#### England
- 1942–1943 infizierten Biologen des MRD Porton Down, dem Forschungszentrum des britischen Militärs, alle auf der schottischen Insel Gruinard lebenden Schafe (zum damaligen Zeitpunkt etwa 80 Tiere) mit Milzbrand bzw. Anthrax.[19] Im Rahmen eines streng geheimen Bombenprogramms wurden Prototypen von Waffen erprobt, die Milzbrandsporen verschießen konnten. Die Insel war bis Mitte der 1980er-Jahre mit Anthrax kontaminiert und konnte ein halbes Jahrhundert lang nur mit Schutzanzügen betreten werden.[19][20] Das Imperial War Museum in London ist im Besitz einer inzwischen freigegebenen Filmdokumentation über die Versuche, die zu Bildungs- und Forschungszwecken genutzt werden kann.[21]
- 1952 führte das Forschungszentrum des britischen Militärs von Mai bis September vor der schottischen Insel Lewis and Harris Experimente zur Erprobung biologischer Kampfstoffe durch. Bei der geheimen Versuchsreihe unter dem Namen „Operation Cauldron 1952“ wurden ca. 3500 Meerschweinchen und 83 Rhesusaffen, die sich auf einem Ponton befanden, mit den Erregern von Brucellose und Lungen- und Beulenpest infiziert. Die hochinfektiösen Bakterien wurden von den Militärs per Funkfernzünder mittels einer Bombe oder einem Sprühgerät freigesetzt. Ein Dokumentarfilm über die Experimente ist seit 2008 der Öffentlichkeit zugänglich.[22]
- 1984 wurde durch Medienberichte publik, dass im Porton Down 29 Rhesusaffen aus einer Entfernung von fünf bis zehn Metern Projektile mit einer Geschwindigkeit von 2400 km/h in den Kopf geschossen wurden. Die Überlebenszeit der Tiere betrug zwei bis 169 Minuten.[10] Die Versuche, die zu einer erregten Debatte im Unterhaus führten,[10] sollten Erkenntnisse über Hirnverletzungen und die Gestaltung von Stahlhelmen bringen. In weiteren Experimenten wurden Hunde und Schafe beschossen, Kaninchen mit Nervengas vergiftet und Mäuse sowie Schweine mit radioaktiven Strahlen verseucht.[23][24][25][26][27][28]

### Amerika, Russland und Asien

#### USA
- 1946, kurz nach den Atombombenabwürfen auf Hiroshima und Nagasaki, führte das amerikanische Militär Kernwaffentests auf dem Bikini-Atoll durch. Um den Effekt von Nuklearwaffen auf Tiere zu untersuchen, wurden in unmittelbarer Nähe des Explosionszentrums lebende Schweine und Ziegen auf dem Deck eines Schiffes fixiert.[29]
- Ab den 1950er-Jahren wurde ein Teil der ca. 200.000[30] bis 250.000[31][32] Rhesusaffen, die Indien zu dieser Zeit jährlich an US-amerikanische  Forschungseinrichtungen verkaufte, in Strahlenversuchen eingesetzt – unter anderem zur Erprobung der Neutronenbombe.[30] Es sind Versuchsabläufe beschrieben, bei denen Affen, die 700 Meter von der Explosionsstelle entfernt waren, binnen 48 Stunden starben. Tiere, die sich in einem Umkreis von 900 Metern befanden, waren minutenlang zu keiner Bewegung fähig und nach mehreren Tagen tot. Affen, die in 1400 Meter Entfernung platziert worden waren, überlebten mehrere Wochen.[33][34] Nach Berichten der „Internationalen Liga zum Schutz der Primaten“ über diese und weitere Strahlenversuche mit Rhesusaffen, etwa zu den Auswirkungen der Atombombe, stoppte Indiens Ministerpräsident Morarji Desai die Affenausfuhr am 1. April 1978 vollständig,[30][35][36] nachdem sie bereits vorher auf 20.000 Tiere pro Jahr gedrosselt worden war.
- Von 1966 bis 1978 führte der  Psychologe Donald J. Barnes am Ausbildungszentrum für Raumfahrtmedizin an der Luftwaffenbasis Brooks in San Antonio Wahrscheinlichkeitsschätzungen in Bezug auf das Funktionieren von Flugzeugbesatzungen nach Nuklearbestrahlung durch. Hierzu wurden Affen mithilfe von Elektroschocks auf bestimmte Reaktionsmuster trainiert und anschließend ionisierender Strahlung ausgesetzt, wobei viele Tiere bereits während der Experimente starben. Barnes stellte die Aussagekraft der Versuche zunehmend infrage, geriet in Konflikt mit seinen Vorgesetzten und gab seine Tätigkeit auf, die er rückblickend mit „konditionierter moralischer Blindheit“ entschuldigte.[37]
- 1972 wurden im Wissenschaftsmagazin Science Affenversuche veröffentlicht, die in den Laboratorien der Wright-Patterson Air Force Base im US-Bundesstaat Ohio durchgeführt worden sind, um herauszufinden, wie schnell Menschen unter der Einwirkung von Laserstrahlen erblinden. Dazu wurden die Augen der Affen so lange bestrahlt, bis die Flüssigkeit in den Augäpfeln zu verdampfen begann.[38]
- Von 1975 bis 1977 wurden im Marine-Forschungszentrum Bethesda Affen zum Bedienen von Fahrzeugnachbildungen abgerichtet mit verschieden hohen Dosierungen stark energetischer Strahlen getötet. Die Militärs wollten herausfinden, ob und wie lange Menschen nach einer intensiven Strahlung durch neue radioaktive Waffen funktionsfähig bleiben würden. Die Affen sollten insbesondere Anhaltspunkte darüber liefern, wie lange verstrahlte Soldaten Panzer fahren und Waffen bedienen könnten.[39][40]
- 1981 wurde die Öffentlichkeit durch den Protest einer Tierschutzorganisation auf Versuche aufmerksam, die Ärzte und Sanitäter der amerikanischen Sondereinheit Green Berets im Militärstützpunkt Fort Bragg in North Carolina an lebenden Ziegen vornahmen: Den betäubten Tieren wurde mit kleinkalibrigen Waffen in die unteren Beinpartien geschossen. Anschließend wurden sie unter Bedingungen, wie sie im Operationssaal einer Militärstation bestehen, behandelt. Nach sieben Tagen wurden die Ziegen erneut betäubt, um an ihnen eine „verzögerte erste Schließung der Wunden“ zu üben.[41]
- 1983 deckte die Washington Post auf, dass an der Military Medical School Bethesda im US-Bundesstaat Maryland 80 Mischlingshunden aus einer Entfernung von vier Metern mit Kaliber 9 mm in die Hinterläufe geschossen werden sollte. Bürgerproteste veranlassten Verteidigungsminister Caspar Weinberger daraufhin, die Versuche im Juli 1983 zu verbieten. Im Januar 1984 hob das Verteidigungsministerium das Verbot wieder auf.[10]
- 1984 verbot die malaysische Regierung die Ausfuhr von Affen zur Verwendung in wissenschaftlichen Experimenten. Untersuchungen des Internationalen Bundes für den Primatenschutz (Washington) hatten ergeben, dass die Amerikaner malaysische Affen zur Erprobung radioaktiver Strahlung und chemischer Waffen genutzt hatten. Die Tiere seien mit Neutronen bestrahlt und mit Elektroschocks behandelt oder zum Laufen in Tretmühlen gezwungen worden, bis sie starben.[42][43][44][45][46][47][48]

#### Kanada
- 1983 berichtete die Nachrichtenagentur dpa über Militärversuche in Ottawa, bei denen Beagle-Hunde radioaktiv verseucht wurden, um Symptome der Strahlenkrankheit wie Erbrechen und Übelkeit zu simulieren. Ziel der Experimente war es, herauszufinden, wie diese Folge-Erscheinungen bei Soldaten in einem Atomkrieg auf ein Mindestmaß begrenzt werden können. Dazu wurde einer Hundegruppe ein Teil des Gehirns entfernt, von dem man vermutete, dass es für die Übelkeitsanfälle verantwortlich ist. Eine Kontrollgruppe mit intaktem Gehirn wurde ebenfalls bestrahlt.[49]

#### Sowjetunion
- 1935 testete die Sowjetunion bakteriologische Waffen an Versuchstieren.[50][51]
- Zwischen 1958 und 1961 wurde auf einem Versuchsgelände nahe der Stadt Kyshtym ein künstliches Dorf aufgebaut, dessen Bewohner Ziegen und Schafe waren. Getestet wurden die Auswirkungen einer atomaren 20-Megatonnen-Explosion.[50][52]
- Seit 1973 ließ die Behörde Biopreparat auf einem Testgelände der Insel Wosroschdenija im Aralsee u. a. Affen mit Pest, Pocken, Milzbrand, Tularämie, Rotz und Brucellose infizieren, um biologische Waffen zu entwickeln. Die Affen wurden in den Experimenten in parallel angeordneten Reihen zu je 50 Tieren an Pfähle gebunden. Durch den Abschuss einer Metallhülse wurde 25 Meter über den Affen ein Bakterien-Cocktail zur Explosion gebracht, der als Wolke auf sie herabregnete. Die Forscher beobachteten das Sterben der Tiere und analysierten nach deren Exitus die inneren Organe, um die Effektivität der biologischen Waffen in weiteren Versuchen zu verbessern.[53] Mit dem Auseinanderbrechen der Sowjetunion 1991 und Boris Jelzins Versprechen, alle Biowaffen-Programme zu beenden, wurden auch die Tierversuche auf der Insel eingestellt. Im Jahr 2000 wurde Wosroschdenija von Einheimischen spöttisch auch Insel der Totgeburt genannt: In der nahe gelegenen Stadt Muinak und Umgebung gab es zu dieser Zeit kein gesundes Baby, Anämie und Tuberkulose war unter Kindern weit verbreitet, die Krebsrate unter den Erwachsenen zählte zu den höchsten der Welt. 1988 starben unweit des Aralsees an einem einzigen Tag mehrere Tausend Saiga-Antilopen aus nicht bekannten Gründen, 1991 wurden mehrere Pest-Epidemien gemeldet, in Seenähe häuften sich Fälle von Milzbrand. Experten zufolge hatten hochgiftige Milzbrandbakterien überlebt, die sich aufgrund der Verlandung der Insel auch auf das Festland verbreiten.[54]

#### Nordkorea
- 2009 berichtete Abraham Cooper vom Simon Wiesenthal Center über Interviews, die er 2003 in Seoul mit nordkoreanischen Flüchtlingen über Experimente geführt hatte, die an politischen Häftlingen zur Verbesserung nordkoreanischer Massenvernichtungswaffen vorgenommen worden sind. Dabei schilderte ihm ein Wissenschaftler detailliert, wie seine Forschergruppe verschiedene Tierversuche mit Giftgas durchgeführt hatte und die Resultate an eine zweite Gruppe übergab, „die dann das Gleiche mit Menschen machte“.[55]